# Richard Bertram
Richard Bertram, auch Richard Bertram-Nothnagel (* 17. Februar 1904 in Rica Aventura bei Antofagasta, Chile; † 22. Mai 1979 in Bremen, Deutschland) war ein deutscher Reedereikaufmann und Direktor des Norddeutschen Lloyds (NDL). Er ist ein Enkel des deutschen Internisten Hermann Nothnagel.

## Biografie
Bertram absolvierte eine Lehre bei der Reederei Roland-Linie in Bremen, die in den 1920er Jahren vom Norddeutschen Lloyd (NDL) übernommen wurde. Danach war er bei der Compania Salitrera de Taltal in Valparaíso beschäftigt und stieg hier zum Prokuristen auf. Anschließend wurde er Direktionsassistent bei der Firma Westendarp & Pieper in Berlin.
Am 1. Januar 1930 begann seine Tätigkeit beim NDL in Bremen. Hier war er zunächst für die Amerikafahrt zuständig. 1937 wurde er stellvertretendes Vorstandsmitglied in dem von Johannes Kulenkampff bis 1968 geführten Unternehmen; seit 1942 war er neben Kulenkampff Vorstand des NDLs. In dieser Zeit war die Reederei stark durch die Weisungen des Reichskommissars für die Seeschifffahrt, dem Hamburger Gauleiter Karl Kaufmann gelenkt. Bertram war zeitweise in der Dienststelle des Gauleiters als Leiter des Tonnageeinsatzes tätig. 1945 versuchte er erfolgreich bei Großadmiral Karl Dönitz zu erreichen, dass die schon stark beschädigten Hafenanlagen in Hamburg und Bremen nicht noch zusätzlich von der Wehrmacht zerstört würden.
Nach dem Zweiten Weltkrieg begann unter Kulenkampffs und Bertrams Führung der Wiederaufbau der Reederei und des Technischen Betriebes in Bremerhaven. Mit der Wiederzulassung als Küstenschiffahrts- und Stauereiunternehmen durch die US-Militärregierung begann 1945 der NDL als Agenturbetrieb mit den Bugsier- und Bäderdiensten. Ab 1949 durften Frachter bis 7200 BRT beim NDL die Überseedienste wieder aufnehmen. 1950 bestellte der NDL den ersten Schiffsneubau, und eine neue Flotte entstand. Die Passagierschifffahrt begann 1955 mit der Berlin; es folgten die Bremen und die Europa.
1967 wurden Claus Wätjen und Horst Willner und 1969 Karl-Heinz Sager Mitglieder des Vorstandes. Sie sollten Kulenkampff und Bertram als Vorstand ablösen. Die Umstellungen von Stückgut zum Container im Frachtverkehr machte Ende der 1960er Jahre einen Konzentrationsprozess bei den Reedereien erforderlich und führte 1970 zu einer auch schon von Bertam eingeleiteten Fusion von NDL und HAPAG zur Großreederei Hapag-Lloyd. Bertram schied im selben Jahr als Vorstandsvorsitzender und 1972 komplett aus dem Vorstand von Hapag-Lloyd aus und war im Anschluss bis zu seinem Tod Mitglied des Aufsichtsrates. Darüber hinaus war Bertram Mitglied mehrerer Reedervereinigungen, 1957 Vorsitzender des Verbandes deutscher Reeder und Vice Chairman der International Chamber of Shipping. 1960 bis 1961 war er zudem Präsident der Handelskammer Bremen.
Bertram war in zweiter Ehe mit Lore Bertram (geb. Pröbst) verheiratet. Aus der Ehe gingen drei Kinder hervor.

## Auszeichnungen
- 1944: Ritterkreuz des Kriegsverdienstkreuzes